# Moi contre les États-Unis d'Amérique
Moi contre les États-Unis d'Amérique (The Sellout) est un roman de 2015 de Paul Beatty. En octobre 2016, il a remporté le prix Booker 2016, faisant de Beatty le premier écrivain américain à remporter ce prix,.